# Télévision par câble (South Park)
Pour les articles homonymes, voir Télévision par câble.
 (avril 2022).
La mise en forme du texte ne suit pas les recommandations de Wikipédia : il faut le « wikifier ».
Les points d'amélioration suivants sont les cas les plus fréquents. Le détail des points à revoir est peut-être précisé sur la page de discussion.
- Les titres sont pré-formatés par le logiciel. Ils ne sont ni en capitales, ni en gras.
- Le texte ne doit pas être écrit en capitales (les noms de famille non plus), ni en gras, ni en italique, ni en « petit »…
- Le gras n'est utilisé que pour surligner le titre de l'article dans l'introduction, une seule fois.
- L'italique est rarement utilisé : mots en langue étrangère, titres d'œuvres, noms de bateaux, etc.
- Les citations ne sont pas en italique mais en corps de texte normal. Elles sont entourées par des guillemets français : « et ».
- Les listes à puces sont à éviter, des paragraphes rédigés étant largement préférés. Les tableaux sont à réserver à la présentation de données structurées (résultats, etc.).
- Les appels de note de bas de page (petits chiffres en exposant, introduits par l'outil «  Source ») sont à placer entre la fin de phrase et le point final[comme ça].
- Les liens internes (vers d'autres articles de Wikipédia) sont à choisir avec parcimonie. Créez des liens vers des articles approfondissant le sujet. Les termes génériques sans rapport avec le sujet sont à éviter, ainsi que les répétitions de liens vers un même terme.
- Les liens externes sont à placer uniquement dans une section « Liens externes », à la fin de l'article. Ces liens sont à choisir avec parcimonie suivant les règles définies. Si un lien sert de source à l'article, son insertion dans le texte est à faire par les notes de bas de page.
- La présentation des références doit suivre les conventions bibliographiques. Il est recommandé d'utiliser les modèles {{Ouvrage}}, {{Chapitre}}, {{Article}}, {{Lien web}} et/ou {{Bibliographie}}. Le mode d'édition visuel peut mettre en forme automatiquement les références.
- Insérer une infobox (cadre d'informations à droite) n'est pas obligatoire pour parachever la mise en page.

Pour une aide détaillée, merci de consulter Aide:Wikification.
Si vous pensez que ces points ont été résolus, vous pouvez retirer ce bandeau et améliorer la mise en forme d'un autre article.
Télévision par câble est le neuvième épisode de la vingt-troisième saison de la série télévisée d'animation américaine South Park. 306e épisode au total de la série, il a été diffusé en premier sur Comedy Central aux États-Unis le 4 décembre 2019.
L'épisode est centré sur le personnage de Scott Malkinson et présente une séquence de titres d'ouverture à cet effet. Dans l'histoire, les efforts de Scott pour courtiser un nouveau camarade de classe dépendent de sa capacité à acquérir l'accès au streaming, ce que son père, un technicien paresseux de la société de câblodistribution, déteste,. L'intrigue parodie la concurrence entre la télévision par câble traditionnelle et les médias en streaming, et fait référence à la série Disney+ The Mandalorian, ainsi qu'à l'acquisition en octobre 2019 par HBO Max des droits de streaming de South Park précédemment détenus par Hulu, .

## Synopsis
L'élève Scott Malkinson demande à son père Clark, un technicien du câble du comté de Park, s'ils peuvent s'abonner au service de streaming Disney+. Clark le réprimande pour avoir à nouveau fait cette demande, lui disant que la télévision par câble dont ils disposent est suffisante et qu'il est fatigué de la popularité croissante des médias en streaming. Alors que Clark part en trombe au travail, Scott, qui souffre de diabète de type 1, se rend compte que le stress de la diatribe de son père a fait monter sa glycémie et il s'auto-administre une dose d'insuline.
À l'école élémentaire de South Park, la classe de CM1 apprend que la nouvelle élève, une fille nommée Sophie Gray, souffre également de diabète. Comme les amis de Scott le ridiculisent toujours parce qu'il souffre de diabète, Scott pense qu'elle est parfaite pour lui et déclare qu'il est amoureux d'elle. Lorsque les autres garçons expriment également un intérêt pour elle, Scott décide avec colère qu'il ne leur permettra pas de gâcher cette opportunité pour lui. Il commence à saboter les efforts des autres garçons pour la courtiser afin de la courtiser lui-même. Lorsqu'il apprend qu'elle est une grande fan de la série Disney+ The Mandalorian, il feint de s'y intéresser. Lorsqu'elle suggère de regarder le prochain épisode chez Scott, Scott accepte, bien qu'il n'ait pas Disney+.
Clark reçoit un appel pour un travail. Malgré le fait que les affaires souffrent en partie à cause des plaintes des clients concernant la lenteur du service, Clark passe sa journée tranquillement à déjeuner au parc et à jouer au bowling. Ce laxisme et cette procrastination dont il fait preuve face à des obligations importantes lui servent de bâillon récurrent dans l'épisode. Lorsqu'il arrive à la résidence de Stephen et Linda Stotch 15 minutes après la fin d'une fenêtre de service estimée à cinq heures, un Stephen Stotch irrité se plaint et menace de quitter le câble au profit du streaming. Lorsque Scott demande à nouveau à son père un abonnement Disney+ pour son rendez-vous avec Sophie, Clark refuse à nouveau et contacte ses collègues pour comploter pour saboter les services de streaming à South Park, bien qu'il s'arrange pour les rencontrer à un moment donné pendant une fenêtre de quatre heures.
Clark rallie ses collègues au sujet des dommages que le streaming a causés à leur entreprise. Il souligne également que les services de streaming utilisent le câble qu'ils ont posé dans toute la ville et dit qu'ils devraient perturber cette infrastructure afin de montrer aux citadins à quel point ils en ont encore besoin. Lorsque les collègues de Clark sont d'accord, il délègue des tâches à chacun d'eux, mais dit qu'ils devraient se rencontrer à un moment donné au cours d'une fenêtre de trois heures. Les câbleurs profitent de cette fenêtre en se livrant à un certain nombre d'activités personnelles. Cela met Clark en colère, qui leur dit à plusieurs reprises qu'ils ne devraient pas prendre l'habitude de respecter les rendez-vous à la toute fin des fenêtres pendant plusieurs heures, mais Clark continue néanmoins cette habitude lui-même.
Scott achète une connexion Disney+ au marché noir pour son rendez-vous avec Sophie, mais alors que Clark et ses collègues vandalisent les lignes de câble qui traversent la ville, le compte de Scott cesse de fonctionner. Sophie suggère d'aller chez Jimmy Valmer, où leurs autres camarades de classe sont réunis pour regarder le spectacle, bien que Scott craigne que cela ne menace ses tentatives de courtiser Sophie. Cependant, le service de streaming de Jimmy fonctionne également mal, comme ceux de tous les autres habitants de la ville. Lorsque les garçons tentent de plaire à Sophie, Scott brandit de manière menaçante plusieurs aiguilles hypodermiques, avertissant les autres garçons de rester à l'écart de sa "petite amie", sous prétexte qu'elle est diabétique comme lui. Sophie, cependant, informe Scott que le diabète ne fait pas d'elle sa petite amie, car sa vie ne se résume pas à ça. Cela incite un Scott abattu à se retirer dans une aire de jeux pour se morfondre. Sophie le suit et le rejoint pour compatir avec lui sur les difficultés que les diabétiques comme eux vivent au quotidien. Elle lui dit qu'elle est contente d'avoir maintenant un ami qui comprend ces questions, et que même si elle a raté le dernier épisode de The Mandalorian, elle aime un peu "The Scott Malkinson Show".
Un intertitre de fin informe le spectateur que les droits de diffusion de The Scott Malkinson Show sont désormais disponibles, avec un numéro de téléphone réel avec lequel les acheteurs potentiels peuvent contacter Trey Parker, à la grande frustration de Clark.

## Réception critique
Ryan Parker de The Hollywood Reporter a noté la " direction ultra méta " de l'épisode, en particulier la plainte de Clark Malkinson concernant les émissions manquant d'idées qui emploient des émissions dans les émissions, une pratique que Parker a observée que South Park avait faite tout au long de la saison, y compris dans cet épisode. . Parker pensait que l'intertitre de clôture était le meilleur bâillon de l'épisode. Il a raconté que le numéro de téléphone fourni était un vrai numéro de Fairplay, Colorado et menait à un enregistrement de Trey Parker offrant des options d'achat pour la fausse série vue pendant la saison; une référence à l'acquisition alors récente de 500 millions de dollars par HBO Max des droits de diffusion américains de South Park, qui étaient auparavant détenus par Hulu.